# Rebels de Cleveland
Les Rebels de Cleveland (Cleveland Rebels en anglais) sont une équipe de basket-ball de BAA, ligue ancêtre de la NBA, puis de NBA. Elle a disparu en 1947.

## Historique
Saison 1946-47 : 30-30 (50,0%) ; l'équipe était qualifiée pour les play-offs de cette unique année de BAA.
La ville de Cleveland abrite maintenant en NBA les Cavaliers de Cleveland.

## Entraineurs successifs
L'équipe a eu deux entraîneurs durant sa seule année de BAA.
- Dutch Dehnert (en) 1946-1947
- Roy Clifford (en) 1947